# RSI (choroby)
RSI (od ang. repetitive strain injury, dosłownie: uraz wskutek powtarzającego się wysiłku) – urazy wynikające z chronicznego przeciążenia mięśni i ścięgien, częste wśród pracowników linii montażowych, osób piszących na klawiaturze, graczy używających myszy komputerowych, pracowników z branży informatycznej, sekretarek.
Urazy takie są powodowane długotrwałym wykonywaniem tych samych czynności (obsługa komputera, praca narzędziami ręcznymi) lub utrzymywaniem tej samej pozycji ciała (zwłaszcza siedzącej) przez długi czas.